# 戴良 (东汉)
戴良（？—？），字叔鸾，汝南慎阳人。

## 生平
家境富裕，好给施，常有食客三四百人。母亲喜欢驢鳴，他常学驴叫逗母亲开心。举孝廉，又被聘為司空府，皆不就。及母卒，兄伯依禮“居廬啜粥”，只有戴良獨食肉飲酒。

## 家族
曾祖父戴遵，平帝时为侍御史。

## 延伸阅读
[在维基数据编辑]
 《後漢書·卷83》，出自范晔《後漢書》